# 10784 Ноай
10784 Ноай (10784 Noailles) — астероїд головного поясу, відкритий 4 вересня 1991 року.
Тіссеранів параметр щодо Юпітера — 3,347.